# Johnny Bower

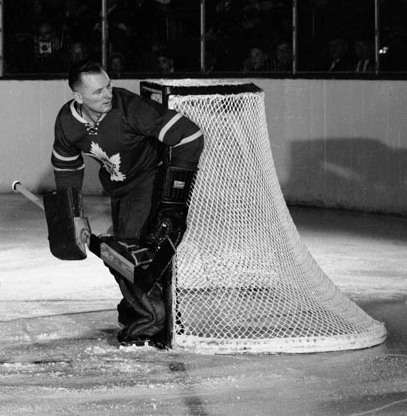
Johnny Bower w akcji (data nieznana)

Johny Bower, właśc. John William Kiszkan (ur. 8 listopada 1924 w Prince Albert, zm. 26 grudnia 2017 w Toronto) – kanadyjski hokeista grający na pozycji bramkarza, gracz ligi NHL w latach 1953–1970. Czterokrotny zdobywca Pucharu Stanleya z drużyną Toronto Maple Leafs. W 1976 przyjęty do Hockey Hall of Fame.
W trakcie startów w lidze NHL (New York Rangers, Toronto Maple Leafs) wystąpił w 552 spotkaniach (31 989 minut). Zanotował 250 zwycięstw, 192 porażki i 90 remisów. W 37 spotkaniach nie puścił bramki (shutout).

## Kariera klubowa
- Cleveland Barons (1945–1953)
- New York Rangers (1953–1957)
  -  Vancouver Canucks (1954–1955)
  -  Providence Reds (1955–1957)
- Cleveland Barons (1957–1958)
- Toronto Maple Leafs (1959–1970)

## Sukcesy
Indywidualne
- Zdobywca Vezina Trophy w sezonie 1960-1961
- Zdobywca Vezina Trophy w sezonie 1964-1965
- Członek Hockey Hall of Fame od roku 1976

Klubowe
- Calder Cup z zespołem Cleveland Barons w sezonie 1950-1951 ligi AHL
- Calder Cup z zespołem Cleveland Barons w sezonie 1952-1953 ligi AHL
- Calder Cup z zespołem Providence Reds w sezonie 1955-1956 ligi AHL
- Puchar Stanleya z zespołem Toronto Maple Leafs w sezonie 1961-1962
- Puchar Stanleya z zespołem Toronto Maple Leafs w sezonie 1962-1963
- Puchar Stanleya z zespołem Toronto Maple Leafs w sezonie 1963-1964
- Puchar Stanleya z zespołem Toronto Maple Leafs w sezonie 1966-1967